# 王彪 (物理学家)
王彪，中山大学教授，研究领域为核安全关键技术、微纳米材料物理与力学等。中山大学中法核工程与技术学院中方院长。中华人民共和国教育部第三批“长江学者”特聘教授，国务院政府特殊津贴获得者。发表数百篇论文，取得数十项发明专利，获得中国青年科技奖等多个奖项。担任广东省物理学会理事长，《力学学报》等多个学术期刊编委。
2004年6月在中山大学以工作，2005年10月至2014年1月任中山大学物理科学与工程技术学院院长，期间主导筹建中山大学中法核工程与技术学院，2010年该学院成立后，任中方院长。